# Ri Sang-chol
Ri Sang-chol ((리상철?, 李相哲?); 26 dicembre 1990) è un calciatore nordcoreano, centrocampista del Rimyongsu e della Nazionale nordcoreana.

## Carriera

### Nazionale
Ha esordito in Nazionale nel 2008.